# Конјунктивна нормална форма
У буловској логици, формула је у конјунктивној нормалној форми (КНФ) ако представља конјункцију клауза, где је клауза дисјункција литерала. Као нормална форма, корисна је у аутоматском доказивању теорема. 
Све конјункције литерала и све дисјункције литерала су у КНФ, јер се могу посматрати као конјункције једночланих литерала, или као дисјункције једне клаузе, редом. Као и код дисјунктивне нормалне форме (ДНФ), једини исказни везници које формула у КНФ може да садржи су И, ИЛИ, и НЕ. Оператор негације може да се користи само као део литерала, што значи да може да стоји само пре исказне променљиве.

## Примери и контрапримери
Следеће формуле су у КНФ:
{\displaystyle \neg A\wedge (B\vee C)}
{\displaystyle (A\vee B)\wedge (\neg B\vee C\vee \neg D)\wedge (D\vee \neg E)}
{\displaystyle (\neg B\vee C)}
{\displaystyle (A\vee B).}
Последња формула је у КНФ, јер се може посматрати као конјункција две једночлане клаузе {\displaystyle A} и {\displaystyle B}. Међутим, ова формула је и у дисјунктивној нормалној форми. Следеће формуле нису у КНФ:
{\displaystyle \neg (B\vee C)}
{\displaystyle (A\wedge B)\vee C}
{\displaystyle A\wedge (B\vee (D\wedge E)).}
Горње три формуле су редом еквивалентне следећим трима формулама које јесу у конјунктивној нормалној форми:
{\displaystyle \neg B\wedge \neg C}
{\displaystyle (A\vee C)\wedge (B\vee C)}
{\displaystyle A\wedge (B\vee D)\wedge (B\vee E).}

## Конверзија у КНФ
Свака исказна формула се може трансформисати у логички еквивалентну формулу, која је у КНФ. Ова трансформација користи правила логичке еквиваленције: елиминацију двоструке негације, Де Морганове законе, и закон дистрибутивности.
Како се све логичке формуле могу трансформисати у еквивалентне формуле у КНФ, докази се обично базирају на претпоставци да су све формуле у КНФ. Међутим, у неким случајевима, ова конверзија у КНФ може да доведе до експоненцијалне експлозије (раста дужине) формуле. На пример, трансформисање следеће формуле у КНФ производи формулу са {\displaystyle 2^{n}} клауза:
{\displaystyle (X_{1}\wedge Y_{1})\vee (X_{2}\wedge Y_{2})\vee \dots \vee (X_{n}\wedge Y_{n}).}
Добија се формула:
{\displaystyle (X_{1}\vee \cdots \vee X_{n-1}\vee X_{n})\wedge (X_{1}\vee \cdots \vee X_{n-1}\vee Y_{n})\wedge \cdots \wedge (Y_{1}\vee \cdots \vee Y_{n-1}\vee Y_{n})}
то јест, ова формула садржи {\displaystyle 2^{n}} клауза: у свакој клаузи се налази било {\displaystyle X_{i}} или {\displaystyle Y_{i}} за свако {\displaystyle i}.
Постоје трансформације формула у КНФ које чувају задовољивост али не и еквиваленцију, али и не производе експоненцијални раст формула. За ове трансформације се гарантује да формуле повећавају само линеарно, али уводе нове променљиве. На пример, горња гормула се може трансформисати у КНФ додавањем променљивих {\displaystyle Z_{1},\ldots ,Z_{n}} на следећи начин:
{\displaystyle (Z_{1}\vee \cdots \vee Z_{n})\wedge (\neg Z_{1}\vee X_{1})\wedge (\neg Z_{1}\vee Y_{1})\wedge \cdots \wedge (\neg Z_{n}\vee X_{n})\wedge (\neg Z_{n}\vee Y_{n})}
Нека интерпретација задовољава ову формулу само ако барем једна од нових променљивих има вредност тачно. Ако је то променљива {\displaystyle Z_{i}}, онда такође {\displaystyle X_{i}} и {\displaystyle Y_{i}} имају вредност тачно. Ово значи да сваки модел који задовољава добијену формулу задовољава и почетну. Са друге стране, само неки модели оригиналне формуле задовољавају ову нову, јер се {\displaystyle Z_{i}} не спомиње у почетној формули, па њихове вредности нису од значаја за њу, док јесу за нову формулу. Ово значи да су почетна формула и резултат трансформације еквизадовољиви, али не и еквивалентни.

## Логика првог реда
У логици првог реда, конјунктивна нормална форма се може трансформисати даље у клаузалну нормалну форму, која је од користи за метод резолуције.

## Рачунска сложеност
Важан скуп проблема у рачунској сложености подразумева налажење таквих додела променљивима буловске формуле у конјунктивној нормалној форми, да формула има вредност тачно. k-САТ проблем је проблем налажења задовољавајуће доделе буловској формули исказаној у КНФ, тако да свака дисјункција садржи највише k променљивих. 3-САТ је НП-комплетан проблем (као и сваки други k-САТ, где је >2) осим 2-САТ, за кога је познато решење у полиномијалном времену.

## Трансформисање из логике првог реда
Трансформисање формуле предикатског рачуна у КНФ подразумева следеће кораке:
1. Трансформисање у негацијску нормалну форму. Елиминишу се импликације: {\displaystyle x\rightarrow y} се замени са {\displaystyle \neg x\vee y}
2. Негације се увуку унутар заграда
3. Стандардизују се променљиве
4. Сколемизује се исказ
5. Елиминишу се универзални квантификатори
6. Примени се дистрибутивност на дисјункције и конјункције.[1]